# Microcharis nematophylla
Microcharis nematophylla är en ärtväxtart som beskrevs av Mats Thulin. Microcharis nematophylla ingår i släktet Microcharis och familjen ärtväxter. Inga underarter finns listade i Catalogue of Life.